# Römisch-katholische Kirche in Paraguay
Die Römisch-katholische Kirche in Paraguay ist Teil der weltweiten römisch-katholischen Kirche. 

## Geschichte
1542 siedelten sich die ersten Missionare in Paraguay an. 1547 wurde das heutige Erzbistum Asunción als Diözese Paraguay gegründet. Von 1609 bis zur Vertreibung aus Südamerika im Jahre 1768 waren die Jesuiten sehr aktiv und gründeten zahlreiche Jesuitenreduktionen.

## Organisation
Die römisch-katholische Kirche in Paraguay ist in eine Kirchenprovinz mit einem Erzbistum und elf Bistümern gegliedert. Hierzu kommen noch zwei Apostolische Vikariate und das Militärordinariat. 
Die katholische Kirche in Paraguay wird vertreten durch die Conferencia Episcopal Paraguaya (CEP). Ihr Vorsitzender ist seit 2018 Adalberto Kardinal Martínez Flores. Der Apostolische Nuntius ist seit 2023 Vincenzo Turturro.
Circa 5,7 Millionen Einwohner (80 % der gesamten Bevölkerung) Paraguays sind Katholiken.

## Bistümer in Paraguay
1. Erzbistum Asunción
  1. Bistum Benjamín Aceval
  2. Bistum Caacupé
  3. Bistum Caazapá
  4. Bistum Canindeyú
  5. Bistum Carapeguá
  6. Bistum Ciudad del Este
  7. Bistum Concepción (Paraguay)
  8. Bistum Coronel Oviedo
  9. Bistum Encarnación
  10. Bistum San Juan Bautista de las Misiones
  11. Bistum San Lorenzo
  12. Bistum San Pedro
  13. Bistum Villarrica del Espíritu Santo
2. Immediat:
  1. Militärordinariat
  2. Apostolisches Vikariat Chaco Paraguayo
  3. Apostolisches Vikariat Pilcomayo